# Aleksei Svirin
Aleksei Svirin (Moskou, 15 december 1978) is een Russisch voormalig roeier. Svirin maakte zijn debuut tijdens de wereldkampioenschappen roeien 1999 met een zestiende plaats in de dubbel-vier. Bij de Olympische Zomerspelen 2004 maakte Svirin zijn Olympisch debuut met een gouden medaille in de dubbel-vier. Vier jaar later werd Svirin elfde in de dubbel-twee. Svirin sloot zijn carrière af met een achtste plaats in de dubbel-vier tijdens de Olympische Zomerspelen 2012.

## Resultaten
- Wereldkampioenschappen roeien 1999 in St. Catharines 16e in de dubbel-vier
- Wereldkampioenschappen roeien 2003 in Milaan 5e in de dubbel-vier
- Olympische Zomerspelen 2004 in Athene  in de dubbel-vier
- Wereldkampioenschappen roeien 2005 in Kaizu 8e in de dubbel-vier
- Wereldkampioenschappen roeien 2006 in Eton 6e in de dubbel-vier
- Wereldkampioenschappen roeien 2007 in München 14e in de dubbel-twee
- Olympische Zomerspelen 2008 in Peking 11e in de dubbel-twee
- Wereldkampioenschappen roeien 2010 in Cambridge 11e in de acht
- Olympische Zomerspelen 2012 in Londen 8e in de dubbel-vier

1976: Wolfgang Güldenpfennig & Rüdiger Reiche & Karl-Heinz Bußert & Michael Wolfgramm ·
1980: Frank Dundr & Carsten Bunk & Uwe Heppner & Martin Winter ·
1984: Albert Hedderich & Raimund Hörmann & Dieter Wiedenmann & Michael Dürsch ·
1988: Agostino Abbagnale & Davide Tizzano & Gianluca Farina & Piero Poli ·
1992: André Willms & Hajek & Steinbach & Stephan Volkert] ·
1996: André Steiner & Stephan Volkert & Andreas Hajek & André Willms ·
2000: Agostino Abbagnale & Alessio Sartori & Rossano Galtarossa & Simone Raineri ·
2004: Nikolai Spinev & Igor Kravtsov & Aleksei Svirin & Sergej Fedorovstev ·
2008: Michał Jeliński & Marek Kolbowicz & Adam Korol & Konrad Wasielewski ·
2012: Karl Schulze & Philipp Wende & Lauritz Schoof & Tim Grohmann ·
2016: Karl Schulze & Philipp Wende & Lauritz Schoof & Hans Gruhne ·
2020: Dirk Uittenbogaard & Abe Wiersma & Tone Wieten & Koen Metsemakers ·
2024: Koen Metsemakers & Tone Wieten & Finn Florijn & Lennart van Lierop